# Гарматий, Лука Васильевич
Лука Васильевич Гарматий (30 октября 1866, с. Лучка, Королевство Галиции и Лодомерии, Австрийская империя — 31 октября 1924, село Могильница) — украинский учитель, этнограф-фольклорист.

## Биография
Родился в с. Лучка (ныне Тернопольский район, Тернопольская область, Украина) в семье крестьянина, общественного деятеля В. И. Гарматия, который в 1848 году был избран на Тернопольщине (округ Теребовля — Микулинцы) послом в австрийский парламент в Вене.
В 1877 году окончил Тернопольскую мужскую учительскую семинарию. Учительствовал — сначала на Галицком Подолье — в сёлах Струсов и Млыниска, г. Теребовль, а впоследствии — с 1898 до 1912 — на Гуцульщине в горных селах Тюдов, Кобаки, Розтоки, Криворовня и Головы, где открыл читальню.
Дружил с И. Франко, М.Коцюбинским, помогал им знакомиться с местными обычаями и обрядами. В 1912 переехал в с. Могильница. В начале Первой мировой войны работал в школах Австрии, Моравии (ныне в составе Чехии). В 1920 году вернулся в с. Могильница.
Изучал свадебные, похоронные и другие обряды, записывал по рассказы, предания, поверья и т. д. Значительная часть фольклорных записей была напечатана в «Гуцульщине» В. Шухевича и «Колядках и щедровках» В. Гнатюка, ценивших его работы. Подробно изучал материальную культуру Гуцульщины, увлекался произведениями народных умельцев, собирал металлические и деревянные художественные изделия. Некоторые экспонаты своей коллекции передал этнографическому музею НОШ (ныне Музей этнографии и художественного промысла НАН Украины), в музеи Санкт-Петербурга и Праги (Чехия). В с. Головы есть музейная комната, посвящённая Гарматию.